# Dracula Unleashed
Dracula Unleashed is är ett dator/TV-spel utvecklat av ICOM Simulations och utgivet av Viacom 1993 till Mega CD och DOS. Spelet är ett så kallat interaktivt filmspel, i stil med spel som Night Trap, Sewer Shark och Sherlock Holmes: Consulting Detective.

## Handling
Spelet utspelar sig i London. Året är 1899, och affärsmannen Alexander Morris från Texas. Han får snart reda på att hans bror Quincey var en av flera som förintade Dracula. Alexander Morris skall resa mellan olika platser i London, och samla ledtrådar.

### Fotnoter
1. ↑  ”Dracula Unleashed” (på engelska). Mobygames. 14 mars 1993. http://www.mobygames.com/game/dracula-unleashed. Läst 11 juni 2014.